# محمد بن سليمان
محمد بن سليمان (1494 - 1556) شاعر تركي عرف بلقب فضولي البغدادي. يعتبر من أشهر الشعراء الآذربايجانية وأحد رواد المدرسة الكلاسيكية للأدب الآذربايجانية. له عدة مؤلفات كتبها بالتركية الآذربايجانية والفارسية والعربية. في « حديقة السعداء » (بالآذربايجانية: حديقت السعداء) وصف فضولي معركة كربلاء.
ولد فضولي في عام 1494 تقريباً في مدينة كركوك، وكان من سكان بغداد. كان الشاه إسماعيل الأول، مؤسس الإمبراطورية الصفوية وفاتح بغداد (عام 1508)، من أول نصرائه. بعد 26 عاماً، بعد أن أخذ السلطان العثماني سليمان الأول بغداد، حاول فضولي محاباة أسياده الجدد، وبدأ بالكتابة باسم السيادة العثمانية. ولكنه لم ينتقل إلى إسطنبول، عاصمة الدولة العثمانية، بل بقى في العراق طوال حياته. كتب عمله المعروف باسم «التذمر» (بالآذربايجانية: شكايت نامه) وفيه علق بشكل تهكمي على عدم حصوله على مركز شاعر المحكمة في القسطنطينية. كتب فضولي أشعاره بنفس البراعة باللغة التركية والفارسية والعربية. بالرغم من أن أعماله التركية مكتوبة باللهجة الآذربايجانية، إلا أنه كان ملماً بالتقاليد الأدبية العثمانية والجغتاي التركية. من أبرز أعماله الأخرى «ملحمة مجنون ليلى» (بالآذربايجانية: داستان ليلى ومجنون)، وفيه يصف يصور رومانسية المجنون وليلى. لفضولي ديوانان، الأول بالتركية الآذربايجانية، والثاني بالفارسية. توفي في كربلاء في عام 1556.

## روابط خارجية
- محمد بن سليمان على موقع الموسوعة البريطانية (الإنجليزية)
- محمد بن سليمان على موقع ميوزك برينز (الإنجليزية)